# Eriostethus fasciatus
Eriostethus fasciatus là một loài tò vò trong họ Ichneumonidae.